# Berg (vogtländisches Adelsgeschlecht)

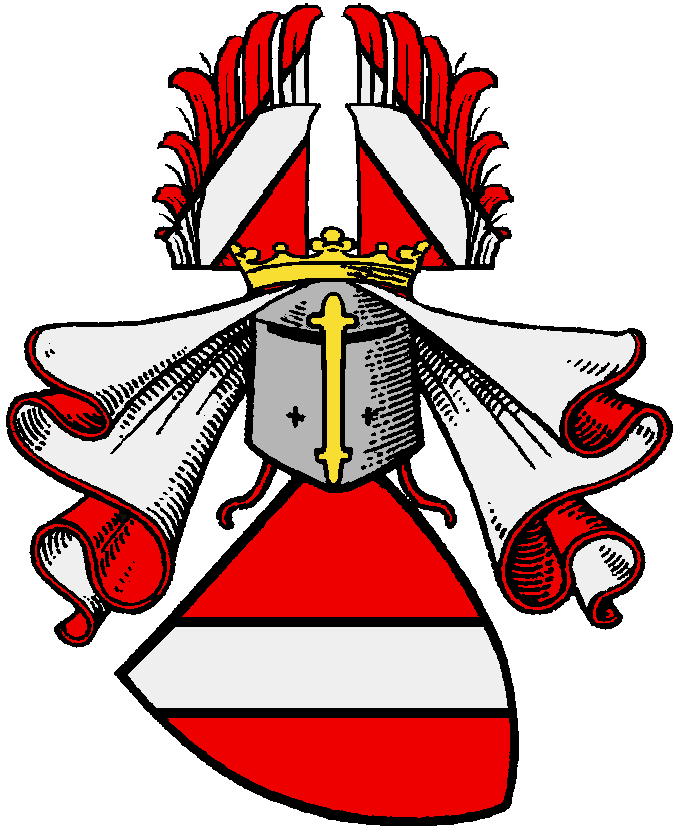
Wappen derer von Berg und der stammes- und wappenverwandten Geschlechter von Epprechtstein, von der Grün, von Münchberg, von Radeck, von Reitzenstein, von Sparnberg, Sack, von Stein, von Thoßfell, von Töpen und von Wildenstein

Die Familie von Berg war ein vogtländisches Adelsgeschlecht, welches sich nach seinem Sitz, dem oberfränkischen Ort Berg im Landkreis Hof, benannt hat.
Wie die Familien von Epprechtstein, von der Grün, von Münchberg, von Radeck, von Reitzenstein, von Sparnberg, von Stein, von Thoßfell, von Töpen und von Wildenstein gelten die von Berg als eine Linie des bereits 1091 erwähnten Ministerialengeschlechts Sack. All diese Familien sind daher stammes- und wappenverwandt.
Familienmitglieder beteiligten sich an der Guttenberger Fehde von 1380. Als Plackerer im Egerland fanden sie Einzug im Buch der Gebrechen der Stadt Eger. Zu ihren Besitzungen zählten auch Joditz und Syrau.